# Galinheiro
Galinheiro es una localidad caboverdiana del municipio de São Filipe.

## Geografía
La localidad está situada en la isla Fogo.

## Organización territorial
La localidad abarca los lugares y barrios de:
- Ameixoeiro
- Figueira Tcheu
- Galinheiro
- Limeira
- Monte
- Outra Banda
- Outra Banda de Cima
- Patomé
- Ratcham